# Neil Postman
Neil Postman   (Nova York, 8 de març de 1931 - Nova York, 5 d'octubre de 2003) va ser un professor universitari estatunidenc, crític de la cultura i teòric de l'ecologia dels mitjans (en anglès, Media Ecology). Va crear el concepte relació d'informació-acció. Deixeble del filòsof canadenc Marshall McLuhan, Postman és conegut sobretot per la seva visió crítica dels efectes que la tecnologia té en la cultura i el conjunt de la societat, aspecte que va fer palès en llibres com Divertim-nos fins a morir. El discurs públic a l'època del "show-business" (1985).

## Biografia
Neil Postman va néixer a la ciutat de Nova York, on va passar la major part de la seva vida. L'any 1953 es va graduar a la Universitat Estatal de Nova York a Fredonia. El Teachers College de la Universitat de Colúmbia li va concedir un títol de mestratge l'any 1955 i un doctorat en Educació l'any 1958. L'any 1959 va començar a la seva tasca com a professor a la Universitat de Nova York (NYU).
El 1971, a l'Escola Steinhardt de l'Educació (conegut originalment com a SEHNAP, Facultat d'Educació, Salut, Infermeria i Professions Arts) Universitat de Nova York, va fundar un programa de postgrau en ecologia dels mitjans. Es va convertir en l'únic professor universitari de l'Escola d'Educació el 1993, i va ser president del Departament de Cultura i Comunicació fins a l'any 2002.
Va morir de càncer de pulmó a Flushing, Queens, el 5 d'octubre de 2003.